# Athlone Castle
Athlone Castle (irisch Caisleán Bhaile Átha Luain) ist eine Niederungsburg in Athlone im irischen County Westmeath. Die restaurierte Anlage aus dem 12. Jahrhundert ist eine beliebte Touristenattraktion.

## Geschichte
Die älteste, dokumentierte Burg von Athlone war eine hölzerne Anlage, die König Tairrdelbach Ua Conchobair von Connacht 1129, vermutlich an der Stelle der heutigen Burg, errichten ließ. Die steinerne Burg, die bis heute erhalten ist, stammt aus dem Jahr 1210 und wurde für König Johann Ohneland von dessen irischem Justiziar, Bischof John de Gray aus Norwich, in Auftrag gegeben. Sie wurde gebaut, um den Flussübergang in Athlone zu verteidigen und einen Brückenkopf für die anglonormannische Eroberung von Connacht zu schaffen.
Die Burg von 1210 war ein freistehender, vieleckiger Turm auf einem für diesen Zweck errichteten oder schon existierenden, künstlichen Hügel oder Mound. Diesen Turm kann man, obwohl stark verändert, heute noch als zentralen Donjon der Burg sehen. Zur Zeit des Baus von Athlone Castle war der durch Athlone fließende Shannon ganz anders als heute. Vermutlich war die Burg in ihrer Frühzeit durch einen Burggraben geschützt.
Ende des 13. Jahrhunderts (um 1276) wurde die Burg weiter befestigt, also die ursprüngliche „Motte“ mit einer Kurtine umgeben, die Dreivierteltürme an jeder Ecke besaß. Diese Einrichtungen, die auch in großem Umfang verändert wurden, sind ebenfalls heute noch zu sehen. Sir William Brabazon, Justiciar of Ireland, ließ die Burg 1547 umbauen. Die Außenmauern und Türme wurden während der Belagerungen von Athlone 1690–1691 unter heftiges Feuer genommen und später ganz zerstört, als ein Blitz die Burg 1697 traf. In den Kämpfen des Königs Wilhelm von Oranien gegen die Jakobiten hatte der niederländische Feldherr Godert de Ginkell bedeutende Siege errungen. In Erinnerung an die Schlacht bei Athlone (1691) und die Schlacht von Aughrim (1691) erhob ihn der König 1692 zum erblichen Earl of Athlone und Baron Aghrim. 
Die heutige Burg zeigt Spuren umfangreicher Umbauten aus der Zeit Napoleons, als sie modernisiert und für die Installation von Artillerie angepasst wurde. Heute erinnern die niedrigen Rundtürme irgendwie an Martello-Türme (ebenfalls aus der Zeit Napoleons), wie man sie an der irischen Ostküste bei Cork und in geringerer Zahl auch an der Westküste Irlands findet.
Die großformatige Ordnance-Survey-Karte von 1874 benennt einige Details, die damals auf der Burg existierten. Dazu gehören, Offiziers- und Mannschaftsquartiere, Quartiere für die Chefkanoniere, ein Wachhaus, Waschräume, ein Kochhaus, eine Küche und eine Zugbrücke. Die Offiziers- und Mannschaftsquartiere waren in einer zweistöckigen Kaserne mit fünf Jochen über der Hauptstraße untergebracht. Diese georgianische Gebäude stammt von ca. 1810.
Eine genaue Untersuchung der Burg deckt noch viele interessante Details auf, darunter die Form eines “Sally Gate” in der Burgmauer über dem Shannon, eine Schießscharte für Bogenschützen in der Mauer zur Castle Street hin und Schießscharten für Pistolen und Gewehre in den Mauern an der Eingangsrampe. Ein wichtiges Detail, das im 20. Jahrhundert verschwand, war die Zugbrücke, die nur bis in die 1940er-Jahre erhalten blieb.
Der Donjon von Athlone Castle gilt als National Monument. Die Burg, die 750 Jahre lang Teil der Verteidigungsanlagen von Athlone war, wurde 1966 zu einem Museum, das von der Old Athlone Society betrieben wird und 1991 auch ein modernes Besucherzentrum von der Stadtverwaltung erhielt. Athlone Castle ist Dreh- und Angelpunkt für das Verständnis der Entwicklung Athlones und verbindet das moderne Athlone mit seinen normannischen Gründern.

## Restaurierung

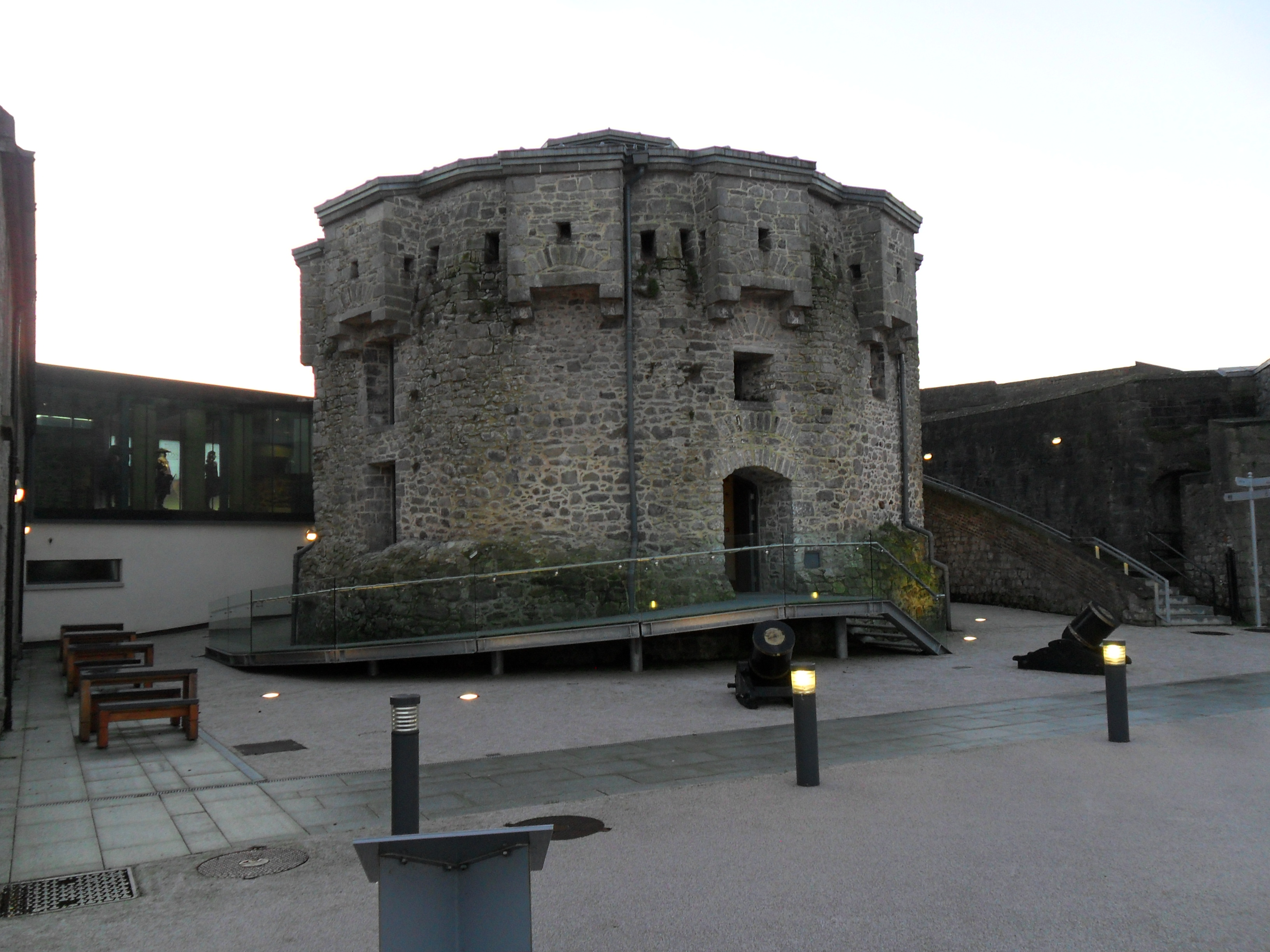
Das Innere der Burg in Athlone nach Abschluss der Restaurierungsarbeiten

Athlone Castle wurde 2012 nach einer mehrere Millionen Euro teuren Renovierung wiedereröffnet. Sie bildete die Burg in eine moderne, multimediale Touristenattraktion um. Sie hat acht neu entworfene Ausstellungsräume, die sowohl eine chronologische als auch eine thematische Folge zeigen, einschließlich 3D-Karten, audiovisuellen Installationen und Illustrationen des bekannten Illustrators Victor Ambrus (bekannt aus dem TV-Programm Time Team von Channel 4).